# Хюльсагер, Эндрю
Э́ндрю Хю́льсагер (дат. Andrew Hjulsager; род. 15 января 1995, Амагер) — датский футболист, полузащитник клуба «Вайле».

## Клубная карьера
Эндрю Хюльсагер — выпускник академии клуба «Брондбю», с которым в 2012 году подписал свой первый профессиональный контракт сроком на 3 года. 21 июля 2013 года он дебютировал в основном составе «Брондбю» в игре с «Вестшелланном», где и забил свой дебютный гол, принеся клубу ничью со счётом 1:1.
22 августа Хюльсагер продлил контракт с «Брондбю» до 2017 года.